# Orimarga (Orimarga) perpictula
Orimarga (Orimarga) perpictula is een tweevleugelige uit de familie steltmuggen (Limoniidae). De soort komt voor in het Oriëntaals gebied.